# Índexs de Miller

Exemples de plans cristal·logràfics i els seus índexos de Miller per a una estructura cúbica.

Els índexs de Miller són un conjunt de tres nombres enters {\displaystyle hkl} que s'empren en cristal·lografia per designar els plans imaginaris d'un cristall. Si hom vol indicar un sol pla els índexs es posen entre parèntesis {\displaystyle (hkl)}; si es vol indicar tot un conjunt de plans paral·lels es posen entre claus {\displaystyle \{hkl\}}.
Aquest sistema de nomenclatura fou introduït el 1839 pel mineralogista britànic William Hallowes Miller (1801-1880).
Per a determinar quin índex de Miller cal assignar a un determinat pla s'han de seguir les passes següents:
1. Cal disposar la cel·la unitat del cristall de forma que contengui els plans que es volen anomenar.
2. Hom ha d'elegir el pla més proper a l'origen {\displaystyle O} d'un sistema d'eixos {\displaystyle OX,OY,OZ} sense que passi per ell. Els eixos tenen les direccions de tres arestes que convergeixen en un vèrtex de la cel·la cristal·lina, que és l'origen dels eixos. Aquests eixos no són necessàriament perpendiculars.
3. S'han de determinar les seves interseccions {\textstyle u,v,w} amb aquests tres eixos, en unitats {\textstyle a,b,c} (longituds de cadascuna de les tres arestes en la direcció dels eixos). Si no en talla a algun d'ells hom suposa que el talla a l'infinit, {\displaystyle \infty }. Si no talla l'eix {\displaystyle OX} tendrem el valor {\displaystyle u=\infty \cdot a}; si talla a la meitat de l'aresta l'eix {\displaystyle OY} el valor serà {\textstyle v={\tfrac {1}{2}}\cdot b}; i si talla al vèrtex de l'aresta {\displaystyle OZ} el valor serà {\displaystyle w=1\cdot c}.
4. Els inversos d'aquestes quantitats són els índexs de Miller. Si algun d'ells és negatiu s'indica amb una barra a sobre, per exemple {\displaystyle -1\Rightarrow {\stackrel {-}{1}}}. Amb els valors de l'apartat anterior hom té l'índex de Miller del pla {\displaystyle (021)} a partir de les següents operacions:

{\displaystyle h={\tfrac {1}{\infty }}=0\quad k={\tfrac {1}{1/2}}=2\quad l={\tfrac {1}{1}}=1}
.